# NGC 3867
NGC 3867 este o galaxie spirală situată în constelația Leul. A fost descoperită în 23 martie 1881 de către Édouard Stephan⁠(d). Se află la o distanță de 108,28 megaparseci de Pământ.